# Abkancultuur
De Abkancultuur is een  vroeg-neolithische archeologische cultuur in Neder-Nubië, van omstreeks 5.000 tot 3.500 v.Chr. De naam is afgeleid van de eerste vondsten van deze cultuur in de buurt van Abka bij de 2e cataract van de Nijl. Men onderscheidt drie fasen: de vroege, de gevorderde en de laatste fase. De vroege fase ontwikkelde zich vanaf de laatste fase van de Qadancultuur. De laatste fase bevat een grote verscheidenheid aan aardewerk beïnvloed door de verder naar het noorden gelegen vroege A-groepcultuur. In sommige gevallen wordt aardewerk van de Abkan en de A-groep ook gemengd gevonden, wat duidt op een uitbreiding van de A-groep naar het zuiden.
Abkan-keramiek wordt gekenmerkt door een zachte scherf en een grof gladgemaakt oppervlak dat zelden werd versierd. De eerste voorbeelden van Nubisch aardewerk met een zwarte kleur aan de binnenkant of een geribbeld oppervlak worden gevonden. De grote verscheidenheid aan vormen omvat vaatwerk voor opslag, voedselbereiding en -opname.
De bevolking leefde van visvangst en de jacht op wilde dieren. Ze woonde waarschijnlijk in rieten hutten, aangezien tot nu toe alleen haardplaatsen zijn gevonden, maar geen permanente nederzettingsstructuren. Voor de laatste cultuurfase konden de eerste gedomesticeerde geiten en runderen worden aangetoond. Sporen van de cultuur zijn ook te vinden ten noorden van de 2e cataract bij brede wadi-uitgangen.